# Monica Dahl
Monica Anja Dahl (sinh ngày 10 tháng 7 năm 1975) là một vận động viên bơi lội ở Namibia. Là người gốc Đức, Dahl đã thi đấu tại Thế vận hội Mùa hè 1992 và Thế vận hội Mùa hè 1996 cho Namibia. Cô là một trong những vận động viên Namibia đầu tiên tham gia Thế vận hội.